# فریدون شایان
فریدون شایان (۱۳۲۱ – ۱۰ دی ۱۴۰۰) پژوهشگر و اندیشمند حوزه فلسفه بود. هنر او بیان خیلی ساده و قابل فهم بود. فریدون شایان به ادبیات کلاسیک ایران علاقه‌مند بود. صادق هدایت نویسنده مورد علاقه او بود.

## آغاز زندگی و تحصیل
فریدون شایان در سال ۱۳۲۱ در تهران زاده شد. مادر او فرانسوی بود. برای همین به زبان فرانسه مسلط بود و با ادبیات فرانسه نیز آشنایی داشت. او تحصیلات دبیرستانی خود را در دبیرستان دارالفنون تهران به پایان رساند. سپس در رشته فلسفه در تهران و فرانسه ادامه تحصیل داد.

## پیش از انقلاب
فریدون شایان کار پژوهش فلسفی را از نوجوانی آغاز کرد. او در سال ۱۳۴۰ کتاب مبارزات طبقاتی را منتشر کرد. سیری در تاریخ ایران باستان و از میمون تا انسان دو کتاب بعدی او بودند که هر دو در سال ۱۳۵۱ منتشر شدند و مورد استقبال مخاطب قرار گرفتند. سیری در تاریخ ایران باستان تا سال ۱۳۵۶ به چاپ سوم و از میمون تا انسان به چاپ پنجم رسیدند.
این کتاب از میمون تا انسان و بیان داروینیسم در آن سبب شد تا نام فریدون شایان در فضای سیاسی و فعالان چپ دهه ۱۳۵۰ خورشیدی و سال‌های نخست پس از انقلاب ۱۳۵۷ تبدیل به نامی آشنا شود. این کتاب برای کنشگران چپگرا مهم بود؛ زیرا به مردم کمک می‌کرد تا اندیشه غیر مذهبی را بفهمند و به نظریه ماتریالیسم روی بیاورند. در آن دوره که بسیاری از جوانان به اندیشه‌های علی شریعتی روی می‌آوردند کتاب‌هایی مانند نوشته‌های فریدون شایان، منابع فکری را برای جوانان چپ و کمونیست فراهم می‌کرد.
فریدون شایان در دهه ۱۳۵۰ خورشیدی به‌دلیل اندیشه‌های مارکسیستی، کتابخوانی و سپس محتوای دو کتاب از میمون تا انسان و سیری در تاریخ ایران باستان به زندان افتاد. او همیشه تأکید می‌کرد: «من دوبار محکوم شدم. یکی برای کتابی که خواندم به سه سال؛ و دوم وقتی فهمیدند که نویسنده کتاب خودم هستم به پنج سال محکوم شدم».
فریدون شایان پس از خروج از زندان، در کانون پرورش فکری کودکان و نوجوانان فعالیت‌ها و سخنرانی‌هایی داشت. او در این مسیر، برای آشنایی نوجوانان با فلسفه، به نگارش کتابی دست زد که پس از انقلاب در سال ۱۳۵۹ با نام نگاهی به فلسفه منتشر شد. این کتاب خیلی زود مورد استقبال مخاطب، یعنی نوجوانان علاقه‌مند به فلسفه قرار گرفت و طی یک سال به چاپ دوم رسید.

## مهاجرت به سوئد
فریدون شایان در سال‌های پس از انقلاب تا هنگامیکه که در ایران زندگی می‌کرد فعالیت خود را بیشتر بر ترجمه متمرکز کرد. به طوری که در فاصله بین سال‌های ۱۳۵۸ تا ۱۳۶۸ دست کم ۱۰ کتاب فلسفی و تاریخی از زبان فرانسه به فارسی ترجمه کرد. پس از افزایش سرکوب فعالان سیاسی در دهه ۱۳۶۰ فریدون شایان در میانه این دهه به سوئد مهاجرت کرد. او در این دوره همچنان پژوهش و آموزش را ادامه داد و بی‌وقفه به نگارش کتاب‌هایی درزمینه تاریخ، فلسفه و جامعه‌شناسی ادامه می‌پرداخت.
فریدون شایان در سوئد در اتحادیه آموزشی کارگران سوئد (ABF) در استکهلم و پاتوق کتاب اندیشه در یوتبری به گروهی از ایرانیان علاقه‌مند، فلسفه و زیبایی‌شناسی هنر درس می‌داد. او برگزاری این کلاس‌ها بین استکهلم و یوتبری دررفت و آمد بود. فریدون شایان با اینکه در دهه پایانی زندگی خود دچار ضعف جسمانی بود به فعالیت‌های خود در زمینه‌های مورد علاق خود ادامه می‌داد. او در سال ۲۰۱۲ میلادی در برنامه‌ای به نام سیری در فلسفه که هر شنبه در رادیو همبستگی سوئد پخش می‌شد سخن می‌گفت.

## نمایشنامه‌نویسی
فریدون شایان او در کارگاه‌های مربوط به نمایش و فیلم نیز فعال بود و در یک دهه آخر عمر خود این علاقه‌مندی را به‌طور منظم پیگیری می‌کرد. او نمایشنامه جدال در ابهام را با نگاهی مدرن به نبرد رستم و اسفندیار در شاهنامه نوشت. فریدون شایان همچنین نمایشنامه دیگری نیز به عنوان بهشت در بهشت دارد که برگرفته از بخشی از کتابی به همین نام از خود فریدون شایان بود. نویسنده بسیار مورد علاقه فریدون شایان بود. او داستان حاجی آقای صادق هدایت را برای نمایشنامه تنظیم کرد که در شبی با نام «هدایت» در سال ۲۰۱۲ در آمفی تئاتر هالونبری در استکهلم روی صحنه رفت.

## درگذشت
فریدون شایان در ۳۱ دسامبر ۲۰۲۱ در بیمارستانی در استکهلم بر اثر کووید ۱۹ درگذشت.

## آثار

### کتاب
- مبارزات طبقاتی (۱۳۴۰)
- سیری در تاریخ ایران باستان (۱۳۵۱)
- از میمون تا انسان (۱۳۵۱)
- نگاهی به فلسفه (۱۳۵۹)
- سوئد در گذرگاه تاریخ (۱۳۷۷)

#### (۱۳۸۲ تا ۱۳۹۷)
- عقل در تبعید: انسان در کشاکش آرمان و ابتذال، (همراه با جواد فولادی)
- از بهشت تا بهشت: مروری در اندیشهٔ فلسفی
- بروز تراژیک در پارادوکس‌های تاریخی
- پنجره‌ای به حقیقت؛ مروری در اندیشه فلسفی
- از سامان عقلی تا سامان هستی
- سیر اندیشه در چند انگارهٔ فلسفی
- جدال در ابهام
- فرهنگ فلسفی

### ترجمه (۱۳۵۸ تا ۱۳۶۸)
- فرانسه در عصر انقلاب‌ها انقلاب بزرگ، ویکتورمویسی‌یویچ دالین
- تاریخ عصر جدید: از انقلاب انگلستان تا کمون پاریس، آ. آفیموف
- کمونیسم و آزادی، ر. کاسالاپف
- اصول سوسیالیسم علمی، ویتالی‌آرکادیویچ آفاناسیف، ماکارووا، ل میناایف
- زیبایی‌شناسی علمی و مقوله‌های هنری، آونر زایس
- زندگی و آثار گالیله، باریس‌گریگوریویچ کوزنتسوف
- تاریخ منطق، آ. ماکوولسکی
- تاریخ فرانسه، ویکتورمویسی‌یویچ دالین
- تاریخ علم اخلاق - سیر تحول مفهوم اخلاق، الک دروبینکی

### نمایشنامه
- جدال در ابهام
- بهشت در بهشت
- حاجی آقا